# Choleva spinipennis
Choleva spinipennis är en skalbaggsart som beskrevs av Edmund Reitter 1890. Choleva spinipennis ingår i släktet Choleva, och familjen mycelbaggar. Arten har ej påträffats i Sverige.